# Ophiosphaerella graminicola
Ophiosphaerella graminicola är en svampart som beskrevs av Speg. 1909. Ophiosphaerella graminicola ingår i släktet Ophiosphaerella och familjen Phaeosphaeriaceae.   Inga underarter finns listade i Catalogue of Life.